# Archer (Iowa)
Archer – miasto w Stanach Zjednoczonych, w stanie Iowa, w hrabstwie O’Brien.

## Demografia
W 2000 liczyło 126 mieszkańców. W 2023 liczba mieszkańców spadła do 114 osób, a gęstość zaludnienia do 570 osób/km².